# Philadelphia Eagles
A Philadelphia Eagles egy profi amerikaifutball-csapat, melynek székhelye Pennsylvania állam, Philadelphia városa. A Frankford Yellow Jackets jogutódjaként 1933-ban alakult csapat jelenleg a National Football Conference (NFC) Keleti Csoportjának résztvevője. Történetük során a Sasok négyszer nyerték meg az NFL bajnokságát, legutoljára a 2017-es Super Bowlt a New England Patriots ellen. A csapat a hazai mérkőzéseit a Lincoln Financial Field stadionban játssza, mely 65 532 néző befogadására alkalmas.

## Történet
Az 1931-es szezon közepén a Frankford Yellow Jackets csődbe jutott. Másfél év keresés után a Bert Bell és Lud Wray vezette vállalat 2500 dollárért megvásárolta a licencet. A csapat jelképét Franklin Delano Roosevelt elnök asztali zászlajáról vették, gondolva, ez motiválja majd a játékosokat; a csapat nevét is megváltoztatták Philadelphia Eagles-re. Így a csapat 1933. július 8-án a Pittsburgh Steelers és a Cincinnati Reds együttesével karöltve hivatalosan is csatlakozott az NFL mezőnyéhez.
Az első évtized folyamán a csapat rendre vesztes szezonokat élt át. 1943-ra a II. világháború miatt felmerült játékoshiány következtében már nem tudták kiállítani a csapatot; így kényszerűségből egyesültek a Pittsburgh gárdájával, s a szezont Philadelphia-Pittsburgh Steagles néven kezdték. A sikertelenség miatt a csapat még az 1943-as szezon végén feloszlott.
A '40-es évek végén a Sasok első aranykorukat élték. A vezetőedző, Earle "Greasy" Neale és a futó, Steve Van Buren egymásután 3 évben vezette a csapatot a Super Bowl-ba; ebből kettőt meg is nyertek (1948-ban a Chicago Cardinals, a következő évben a Los Angeles Rams felett aratott győzelemmel).
A Sasok 1960-ban értek fel harmadik alkalommal a csúcsra, Buck Shaw főedző vezetésével. A Super Bowl-ban a Vince Lombardi vezette Packerst győzték le; ez egyedül nekik sikerült a rájátszások folyamán. 1969-ben Leonard megvásárolta a csapatot Jerry Wolmantől 16.155.000 dollár értékben; ezzel megdöntve az addigi rekordot; ezelőtt senki nem vásárolt csapatot ekkora összegért. Tose első hivatalos cselekedete Joe Kuharich vezetőedző menesztése volt. Helyére egy korábbi Eagles játékost, Pete Retzlaffot főmenedzserré, Jerry Williamset vezetőedzővé nevezte ki.
1970-ben az NFL és az AFL egyesülésekor az Eagles a Nemzeti Football Konferencia (NFC) keleti csoportjába került a New York Giants, a Washington Redskins és a Dallas Cowboys csapataival együtt. 1976-ban a Sasok vezetősége az UCLA egyetemi csapatának vezetőedzőjét, Dick Vermeilt nevezte ki a csapat élére, annak ellenére, hogy csapata az elmúlt 13 év (1962–75) során csupán egy szezont sikerült megnyerni. 1978-ban Vermeil és az irányító, Ron Jaworski vezetésével a csapat az egyesülés óta először bejutott a rájátszásba. 1980-ban az Eagles megnyerte az NFC-t és ezzel bejutott a Super Bowl-ba, amit azonban az Oakland Raiders ellen elveszítettek.
1983-ban Tose bejelentette, hogy lánya, Susan Fletcher az Eagles alelnöke, és a tulajdonosi szék örököse. 1985-ben azonban Tose váratlanul eladta csapatát 65 millió dollár értékben Norman Braman és Ed Leibowitz, sikeres floridai autókereskedőknek; hogy fedezni tudja 25 millió dolláros kaszinótartozását. A Marion Campball fémjelezte évek alatt a '80-as évek közepén a csapat gyengélkedett; ez a szurkolói háttér gyengeségén is meglátszott. Azonban 1986-ban Buddy Ryan vezetőedző érkezése megváltoztatott mindent, a csapat keményebben, jobban játszott, a rajongók száma ismét a régi volt. A Sasok 9 szezon alatt (1988–96) hatszor jutottak be a rájátszásba, és ebből egyszer csoportjukat, az NFC Eastet megnyerve, 1988-ban.
1994-ben Jeffrey Lurie 195 millió dollár értékben megvásárolta a csapatot Norman Bramantől; ezzel a csapat az NFL 5. legértékesebb egyesülete lett. 1999-ben az Eagles Andy Reidet nevezte ki főedzővé, és a drafton Donovan McNabb irányítót is megszerezték. Az azóta eltelt évek során a csapat 7 alkalommal jutott a rájátszásba (2005-ben és 2007-ben nem), ebből 5 alkalommal a csoportját megnyerve (2001–04, 2006). Az Eagles ebben az időszakban négyszer is a konferenciadöntőben bukott el (2001–2003; 2008). 2004-ben azonban az NFC bajnoki címét is sikerült megnyerni, de a Super Bowlban ismét elbukott az együttes a New England Patriots ellenében.

## A mez és a logó
Az Eagles eredeti hivatalos csapatszínei a Kelly zöld, az ezüst és a fehér. Az 1950-es évektől a sisakokon megjelent a sasszárny; eredetileg ezüst színűek Kelly zöld háttérrel. 1969-ben a csapatnak kétféle sisakja is volt: az idegenbeli mérkőzéseken használtakon Kelly zöld háttéren fehér szárnyak voltak láthatóak; a hazai meccseken ennek pont a fordítottja volt használatos. 1970-től 1973-ig a Kelly zöld háttéren fehér szárny párosítást használták, majd visszatértek az eredeti kombinációhoz, vagyis a sasszárny ismét szürke lett, az alapszín pedig a Kelly zöld. 1974-ben a szürke szárny fehér körvonallal egészült ki, az alapszín változatlan maradt; ez a verzió több mint két évtizeden keresztül volt használatos. A csapat 1969-ben mutatta be első komoly logóját; melyen egy sas látható, ami a karmai közt egy futball-labdát tart. A logót jó néhány évvel később újra rajzolták, hogy realisztikusabb legyen.
1996-ban a logó és a mez egyaránt teljesen megváltozott. Az eddigi alapszínt, a Kelly zöldet egy sötétebb árnyalatra, hivatalos nevén éjfél zöldre változtatták. Mivel a nadrágok is vagy fehér vagy éjfél zöld színűek lettek, a szürke gyakorlatilag eltűnt a mezről. A sisak háttere is a sötétebb zöld árnyalatot kapta, a szürke szárnyakat fehér színűek váltották fel, melyek fekete és szürke árnyékokkal vannak díszítve. A logó kombináció is megváltozott ebben az évben. A sasnak (réti sas) csak a feje látszik a logón, fehér színben. A sas a betűkkel együtt a realisztikusságot elvetve, inkább a stilizált-karikaturizált stílust tartalmazza.
Az 1996-os változtatás után már nem történtek komoly módosítások, a csapat csupán különleges alkalmakkor hordott eltérő mezt. Például 1997-ben a San Francisco 49ers ellen éjfél zöld mezt és nadrágot viseltek; 2003-ban a szezon első két mérkőzésén (a Tampa Bay és a New England ellen) a játékosok a fehér nadrág és mez kombinációt hordták. 2003 óta az előszezon meccsein rendszeresen a fehér-fehér párosításban játszanak, azonban a szezon indulásakor újból a zöld-fehér összeállításban mennek ki a pályára.
Az első változtatás 2003-ban volt látható. A mezre és a nadrágra egyaránt fekete-és szürke csíkok kerültek; a számok pedig árnyékolttá váltak. Ebben a szezonban használták először a fekete alternatív mezt is (a felirat fehér zöld árnyékolással); ezt a mezt minden szezonban két kiválasztott mérkőzésen használják, a zöld nadrágokkal. Mivel 2003-ban és 2004-ben is elvesztettek egy-egy mérkőzést, ezért azóta a fekete mezt csak fehér nadrággal viselik. Bár a 2007-es szezonban egyáltalán nem viselték a fekete mezt, 2008-ban a hálaadásnapi mérkőzésen mégis előkerült. A csapat játékosai 2004 óta egyedileg gyártott fekete csukákat viselnek.
A 2007-es szezonban a csapat a Detroit Lions elleni győztes mérkőzésen is egyedi mezt viselt. A színek a kék és sárga voltak, ezek Philadelphia város zászlajának színei, továbbá a jogelőd, Frankford Yellow Jackets csapatszínei is.

## Az induló
A csapat indulója minden hazai mérkőzésen a bevonuláskor, és minden touchdown után hallható. Szerzője Jerry Wolman, egykori tulajdonos lánya, akit lenyűgözött a rivális Washington Redskins indulója - állítólag ennek hatására látott a komponáláshoz. A Veteran Stadionban való költözés és tulajváltás után az induló ritkán volt csak hallható, csupán különleges meccseken. Végül Jeffrey Lurie állíttatta vissza, így a hangszórókból minden meccs előtt, valamint minden touchdown után hallható; a szöveg az eredményjelzőn olvasható. Ma minden Philadelphia szurkoló ismeri, s nem csak az amerikaifutball-, de a jégkorong- és a baseball csapat is használja. Néhány helyen a szövegnek más változata is él. A rádiókban gyakran hallható az a verzió, ahol a 7. sor másképp szerepel: Watch those [a soron következő ellenfél csapat neve] cry! (Pl.: Watch those Giants cry!). Illetve gyakran a 3. sor is máshogy hallható - az eredeti első verziónak megfelelően - Fight, Green and White!

## Szurkolók
Az Eagles a liga egyik legnagyobb rajongói hátterével büszkélkedhet. Minden évben a szezon kezdete előtt egy edzőtábort szerveznek, a Lehigh University pályáján, Bethlehem városában, Pennsylvania államban, Philadelphiától 50 km-re. Az edzések nyilvánosak, bárki látogathatja, sőt néhány szerencsés kicsit játszhat a csapat tagjaival. A csapat minden hazai mérkőzésén teltház (60 000 ember) van, 2006-tól, mióta telefonon és interneten is lehet jegyet foglalni, pár nap alatt elfogynak a jegyek. Néhány rajongó a hírességek közül:
- Joe Biden: Szenátor, 2009 januárjától az Amerikai Egyesült Államok alelnöke
- Kobe Bryant: Olimpiai bajnok és 3-szoros NBA bajnok kosárlabdázó, akinek édesapja a Philadelphia 76ers kosárlabda csapatának játékosa volt
- Will Smith: rapper, színész
- Sylvester Stallone: színész
- Mark Wahlberg: színész, a Legyőzhetetlen című filmben Vince Papale-t, egykori legendás Eagles játékost alakítja
- Matthew Fox: színész, a Lost című sorozatban Jack Shephard-et alakítja

## Karitatív tevékenységek

### Eagles Fly for Leukemia, Ronald McDonald Házak
1971-ben Kim Hillnél, a tight end Fred Hill lányánál leukémiát diagnosztizáltak. Hill belefeledkezett a családot mért bajba, de a csapat és Leonard Tose biztosították támogatásukról. Hill-ék tovább folytatták a kezeléseket és szembeszálltak a betegséggel, a csapat eközben adománygyűjtő esteket szervezett. Kim Hill végül felépült a szörnyű betegségből; Fred Hill pedig rájött, mekkora erőt merített a csapattársai támogatásából. A játékos úgy döntött, más, hasonló helyzetű családoknak is segíteni akar. A csapattársak is csatlakoztak a kezdeményezésnek, és így Leonard Tose tulajdonos 1972-ben hivatalosan is megalapította az Eagles Fly for Leukemia nevű jótékonysági, nonprofit szervezetet. A lelkesedés és a támogatás
az elmúlt több, mint 30 év során is töretlen maradt; több mint 10.000.000 dollárt adományoztak a beteg gyermekek megsegítésére.
A csapat kezdeményezésére nyílt 1974-ben Philadelphiában az első Ronald McDonald Ház, melyben a közeli kórházakban súlyos betegségben lévő gyermekek szülei ingyen alhatnak.

### Eagles Youth Partnership
Az 1995-ben alapított Eagles Youth Partnership, a csapat rossz anyagi körülmények között élő gyermekek megsegítésére alakult. Fő célja ezen gyerekeknek a sport szeretetére való tanítás; a programokon évente több mint 50 000 gyermek vesz részt. Kér legfontosabb eleme az Eagles Eye Mobile, amely ingyenes szemvizsgálatot tart, illetve a Eagles Book Mobile, mely egy olvasás-írás program. Ezenfelül minden évben rengeteg játszóteret nyitnak - elsősorban szegény környékeken. Továbbá rengeteg sporteseményt szerveznek, például évi sakkversenyt. A szervezetet anyagilag a csapat és egyéni befektetők is támogatják.